# Archispirostreptus lugubris
Archispirostreptus lugubris är en mångfotingart som beskrevs av Henri W. Brölemann 1901. Archispirostreptus lugubris ingår i släktet Archispirostreptus och familjen Spirostreptidae.

## Underarter
Arten delas in i följande underarter:
- A. l. maior
- A. l. villiersi